# 21391 Rotanner
A 21391 Rotanner (ideiglenes jelöléssel 1998 FY31) a Naprendszer kisbolygóövében található aszteroida. A LINEAR projekt keretében fedezték fel 1998. március 20-án.